# Chondrilla juncea
Espèce
Statut de conservation UICN

 LC  : Préoccupation mineure
Chondrilla juncea, la Chondrille à tiges de jonc ou Chondrille effilée ou Salade à la bûche, est une espèce de plantes à fleurs de la famille des Astéracées.

## Étymologie
Le nom de son genre vient du fait que le latex produit par la plante sèche donne des petits grumeaux. Le nom de l’espèce signifie « ressemblant à un jonc ». 
Noms occitans : Cantolame et Sautavolame, c'est-à-dire chante-lame ou saute-lame, en raison de ses tiges dures. Loís Alibèrt donne aussi Aganèl.

## Description
C’est une plante vivace, thermophile, pouvant mesurer jusqu’à 1,3 m de hauteur. Les feuilles de la base sont plaquées au sol en rosette et très découpées. Ses jeunes feuilles du centre sont d’ordinaire rougeâtres, frisottées et pliées en deux. Ses capitules jaunes ont des fleurs du tour en forme de languette.
Sa floraison a lieu de juillet à octobre.

## Répartition
On rencontre fréquemment Chondrilla juncea autour de la Méditerranée, mais elle tend à se répandre vers le Nord. Elle se disperse aussi dans le sud de la Suisse (canton de Genève, Valais et Tessin), et au bord des lacs ou le long de voies ferrées jusqu'au Jura Nord. Elle préfère les prés secs et les champs sablonneux ou pierreux. En ville, elle pousse au bord des chemins et des rues, au pied des murs.
Elle est disséminée par l’agriculture et est considérée comme invasive.

## Propriétés et usages
La chondrille aurait des propriétés anti‐oxydantes. On peut la consommer en salade lorsqu'elle est jeune et cuite lorsqu'elle est un peu plus fibreuse. Le goût, semblable au pissenlit, est plus doux et le duvet au cœur de sa rosette est absent.